# الکتروکمپانیت
الکتروکمپانیت (انگلیسی: Electrocompaniet) شرکت الکترونیک نروژی است، که در سال ۱۹۷۳ تأسیس شد.